# Moldavia en los Juegos Olímpicos de Turín 2006
Moldavia estuvo representada en los Juegos Olímpicos de Turín 2006 por un total de 6 deportistas que compitieron en 3 deportes.  
La portadora de la bandera en la ceremonia de apertura fue la biatleta Natalia Levcencova. El equipo olímpico moldavo no obtuvo ninguna medalla en estos Juegos.